# Evan Parke
Evan Dexter O'Neal Parke (Kingston (Jamaica), 2 januari 1968) is een Jamaicaans/Amerikaans acteur.

## Biografie
Parke werd geboren in Kingston (Jamaica) maar groeide op in Brooklyn (New York) en Long Island (New York). Hij heeft gestudeerd aan de Cornell-universiteit in Ithaca (New York), waar hij in 1990 zijn diploma haalde in economie.

## Filmografie

### Films
Uitgezonderd korte films.
- 2020 Blue: The American Dream - als Kareem
- 2018 Salvage - als sheriff Ward
- 2018 Set It Up - als portier
- 2017 Smartass - als politieagent Jackson
- 2016 Blue: The American Dream - als Kareem
- 2014 Teechers - als Eugene "Hank" Westfall
- 2014 Rescuing Madison - als Vernon
- 2014 Captain America: The Winter Soldier - als SHIELD agent
- 2012 Django Unchained – als Baghead
- 2009 Blue – als Kareem
- 2008 Insanitarium – als Charles
- 2008 All Roads Lead Home – als Basham
- 2007 The Air I Breathe – als Danny
- 2005 King Kong – als Hayes
- 2005 Fellowship – als tweede dakloze
- 2005 Kiss Kiss Bang Bang – als beveiliger in Dexter kliniek
- 2002 Second String – als Jackie Mumms
- 2002 Nightstalker – als inspecteur Mayberry
- 2002 Brother's Keeper – als junior
- 2001 Planet of the Apes – als Gunnar
- 2000 The Replacements – als Malcolm La Mont
- 1999 The Cider House Rules – als Jack

### Televisieseries
Uitgezonderd eenmalige gastrollen.
- 2022 The First Lady - als agent geheime dienst Allen Taylor - 8 afl.
- 2022 Good Sam - als Byron Kingsley - 7 afl.
- 2019-2020 Tell Me a Story - als Ken Morris - 5 afl.
- 2019 Power - als Will Robertson - 2 afl.
- 2018 Deception - als Winslow - 4 afl.
- 2018 The Blacklist - als rechercheur Norman Singleton - 5 afl.
- 2016 The Get Down - als Wolf  - 4 afl.
- 2010-2012 The Young and the Restless – als Spencer Walsh – 59 afl.
- 2011 9ine – als Jerry Goddall – 9 afl.
- 2010 Desperate Housewives – als Derek Yeager – 2 afl.
- 2005 Jake in Progress – als Shane – 2 afl.
- 2003-2004 Dragnet – als rechercheur Raymond Cooper – 10 afl.
- 2001-2002 Alias – als Charlie Bernard – 6 afl.
- 1999 As the World Turns – als rechter Blanchard - ? afl.
- 1997-1998 All My Children – als Rafe - ? afl.

### Computerspellen
- 2018 Detroit: Become Human - als Luther
- 2005 King Kong: The Official Game of the Movie – als Hayes

- Library of Congress Control Number: no2006059452
- Virtual International Authority File: 61299039
- WorldCat: E39PBJcWvDXQPwrjbkB7B6ptrq